# Johann Lorenz Blessig

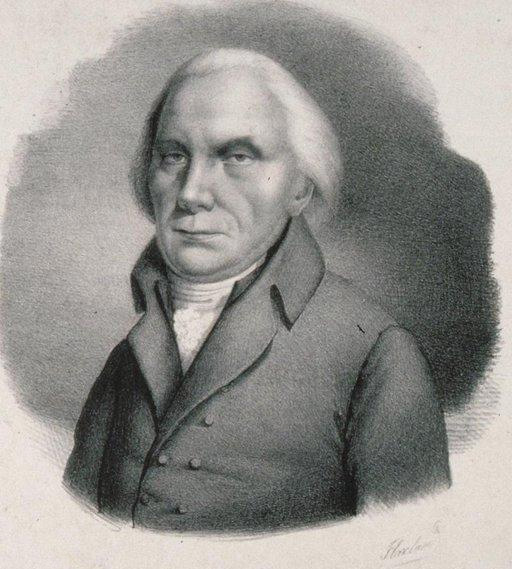
Johann Lorenz Blessig

Johann Lorenz Blessig (* 29. März 1747 in Straßburg; † 17. Februar 1816 ebenda) auch Jean Laurent Blessig oder Johannes Laurentius Blessig war Professor für Philosophie und Theologie und Mitherausgeber eines Gesangbuches, das im Elsass größte Verbreitung fand.

## Leben
Johann Lorenz Blessig wurde als Sohn des Fischhändlers Johann Lorenz Blessig und der Anna Salomé Mendler in Straßburg geboren. Er war mit Susanne Beyckert, einer Tochter des Theologieprofessors Johann Philipp Beyckert und der Suzanne Froereisen, verheiratet, ihre Ehe blieb kinderlos.
Blessig studierte in Straßburg und wurde zum Dr. phil., Dr. jur. und Dr. theol. promoviert. Zwischen 1772 und 1775 unternahm er ausgedehnte Studienreisen mit dem Hellenisten Richard Franz Philipp Brunck (Brunk) u. a. durch Italien. Nachdem er seit 1775 Prediger in der französischen Gemeinde der Peterskirche und der Neuen Kirche in Straßburg gewesen war, wurde er 1778 außerordentlicher Professor und 1786 ordentlicher Professor in der Philosophischen und 1787 in der Theologischen Fakultät. Er überwarf sich nach einer gegen den Krieg gehaltenen Predigt mit den Zielen der französischen Revolution und ging infolgedessen 1793 nach Nancy in die Verbannung.  Nach seiner Rückkehr auf sein Landgut bei Dorlisheim wurde er als Gegner der Jakobiner verhaftet und nach Straßburg gebracht, wo er jeden Tag mit einem Todesurteil durch das Revolutionstribunal rechnen musste.  Nach dem Sturz Robespierres erlangte er im November 1794, nach elf Monaten mit dem Theologen Isaak Haffner gemeinsam verbüßter Haft, die Freiheit wieder.

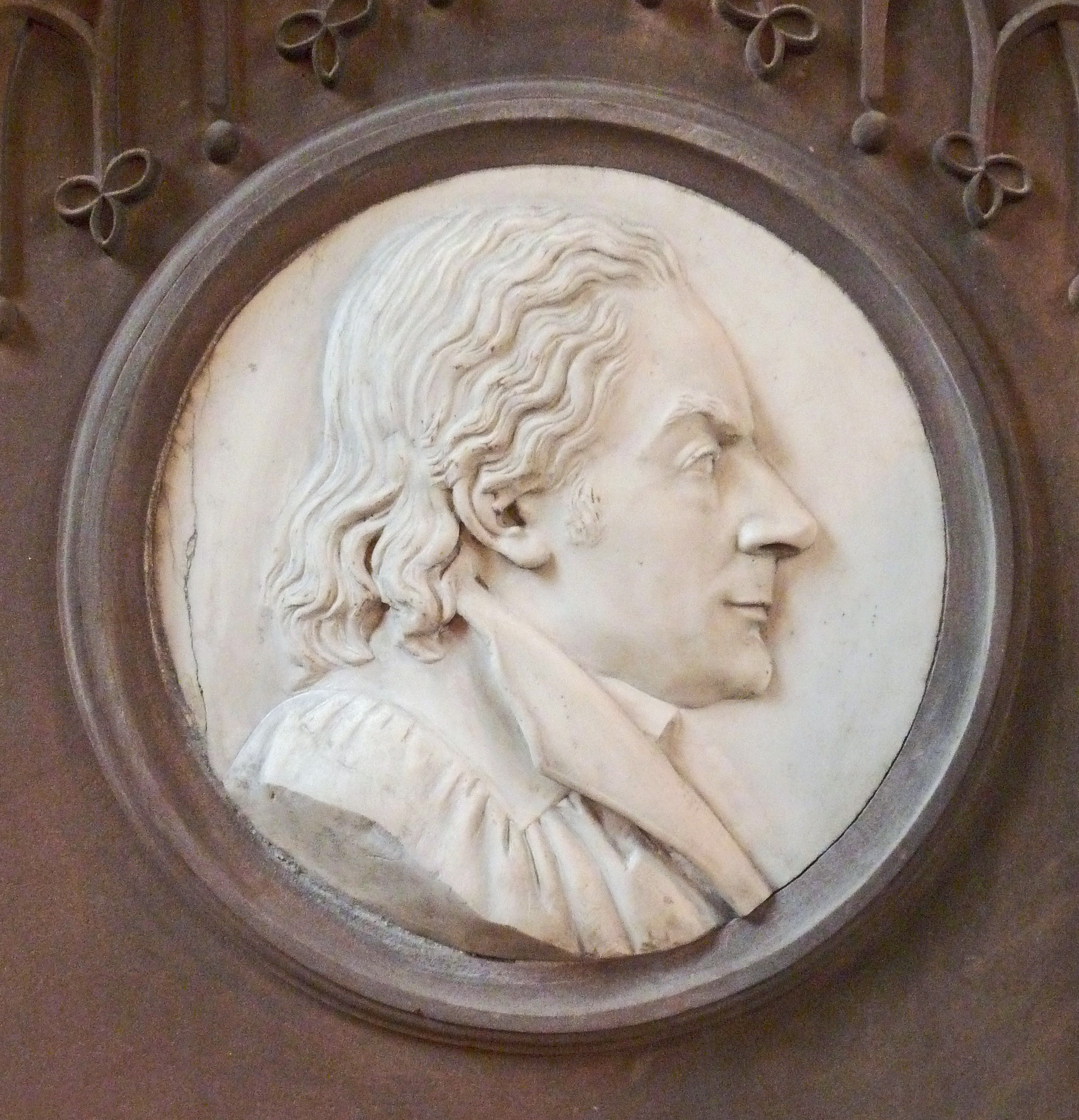
Medaille an Blessigs Grabmal im Temple Neuf in Straßburg

Mit dem Juristen Christoph Wilhelm von Koch und Haffner gehörte Blessig zu den führenden Männern des kirchlichen Wiederaufbaus. Ihnen gelang 1802 die Sammlung der Kirchen im Elsass zu einer Kirche Augsburger Konfession und 1803 die Gründung der »Protestantischen Akademie« in Straßburg, an der er Professor wurde. Mit Haffner gab er ein Gesangbuch heraus, das im Elsass sehr erfolgreich war. Seit 1804 war er Mitglied der Kirchenbehörde, Mitglied der philanthropischen Gesellschaft und langjähriger Vorsteher der Privat-Armen-Anstalt. 1815 gründete er die Straßburger Bibelgesellschaft. Blessig galt als rationaler Supranaturalist mit mystischem Einschlag und als ein hervorragender Prediger.  Wegen seiner gemeinnützigen Tätigkeit wurde er als „elsässische Kirchenvater“ verehrt.

## Schriften (Auswahl)
- Origines philosophiæ apud Romanos. Lorenz, Straßburg 1770, Digitalisat.
- Zur würdigen Andacht der Christen, besonders bey der Feyer des H. Abendmahls, Welchem beygefügt sind: Christliche Betrachtungen auf alle Tage des Monats, nach dem Französ. des Erzbischoffs Fenelon, Nebst Gebeten und Liedern. Treuttel, Straßburg 1784, Digitalisat.
- Zur praktischen Seelen-Lehre. Eine Vorlesung. Akademische Buchhandlung, Straßburg 1785, Digitalisat.
- Leben des Grafen Johann Friedrich von Medem nebst seinem Briefwechsel hauptsächlich mit der Frau Kammerherrinn von der Recke, seiner Schwester. 2 Bände. Akademische Buchhandlung, Straßburg 1792, Digitalisat Bd. 1, Digitalisat Bd. 2.
- Predigten bey dem Eintritt in das Neunzehnte Jahrhundert. König, Straßburg 1816, Digitalisat.
- Nachgelassene Predigten auf alle Sonn- und Festtage des Jahres. 2 Bände. Gleditsch u. a., Leipzig u. a. 1826.